# 판본
판본(版本, 板本, edition)은 주로 책과 같은 대량 생산품을, 찍어 낸 장소와 시기에 따라 구별하여 이르는 말이다. 흔히 판(版)이나 버전(version)이라고도 한다.

## 용어
‘판본’이라는 한자어는 원래 인쇄 시 목판을 사용하는 출판 형태만을 나타냈다. 그러나 나중에 목판에 새겨 인쇄하는 목판본, 활자판에 새겨 인쇄하는 활자본, 석판에 새겨 인쇄하는 석인본, 등사판으로 인쇄하는 유인본 등을 모두 포괄하는 용어가 되었다. 나아가, 윈도우 8 에디션, 삼성 갤럭시 노트 10.1 2014 에디션 등에서 보듯 책이 아니더라도 대량 생산된 것도 가리키게 되었다.

## 분류
판본은 개정 횟수에 따라 분류된다. 맨 처음 발행된 책을 초판이라고 하고, 초판의 내용을 개정하거나 보완하여 새롭게 나온 책을 통틀어 개정판이라고 한다. 개정판은 활판을 교정하여 찍어 낸 횟수에 따라 재판, 3판, 4판, 또는 개정판, 개정2판, 개정3판 등으로 부른다. 개정하지 않은 똑같은 책을 인쇄한 것은 판으로 세지 않고 쇄(刷)로 센다.
판본은 표지나 사용된 종이에 따라서도 분류된다. 딱딱한 표지로 덮은 책을 양장본이라고 한다. 값싼 종이와 가벼운 표지로 된 책을 페이퍼백이라고 한다. 동아시아에서 말하는 문고본도 페이퍼백의 일종이다.
판본은 언어에 따라서도 분류된다. 동일한 책, 영화, 소프트웨어 등이 서로 다른 언어로 번역된 경우, 사용된 언어에 따라 한국어판, 영어판, 중국어판 등으로 부른다.
문학에서는, 기본적인 내용은 같지만, 다소 차이가 있는 책을 이본(異本)이라고 한다. 여러 이본을 검토하여 원본과 가장 비슷하다고 판단한 책을 정본(定本)이라고 한다.

## 같이 보기
- 필사본
- 사본